# Chiesa di San Nicolò Vescovo (San Nicolò di Comelico)
La chiesa di San Nicolò Vescovo è la parrocchiale di San Nicolò di Comelico, in provincia di Belluno e diocesi di Belluno-Feltre; fa parte della convergenza foraniale di Ampezzo-Cadore-Comelico.

## Storia

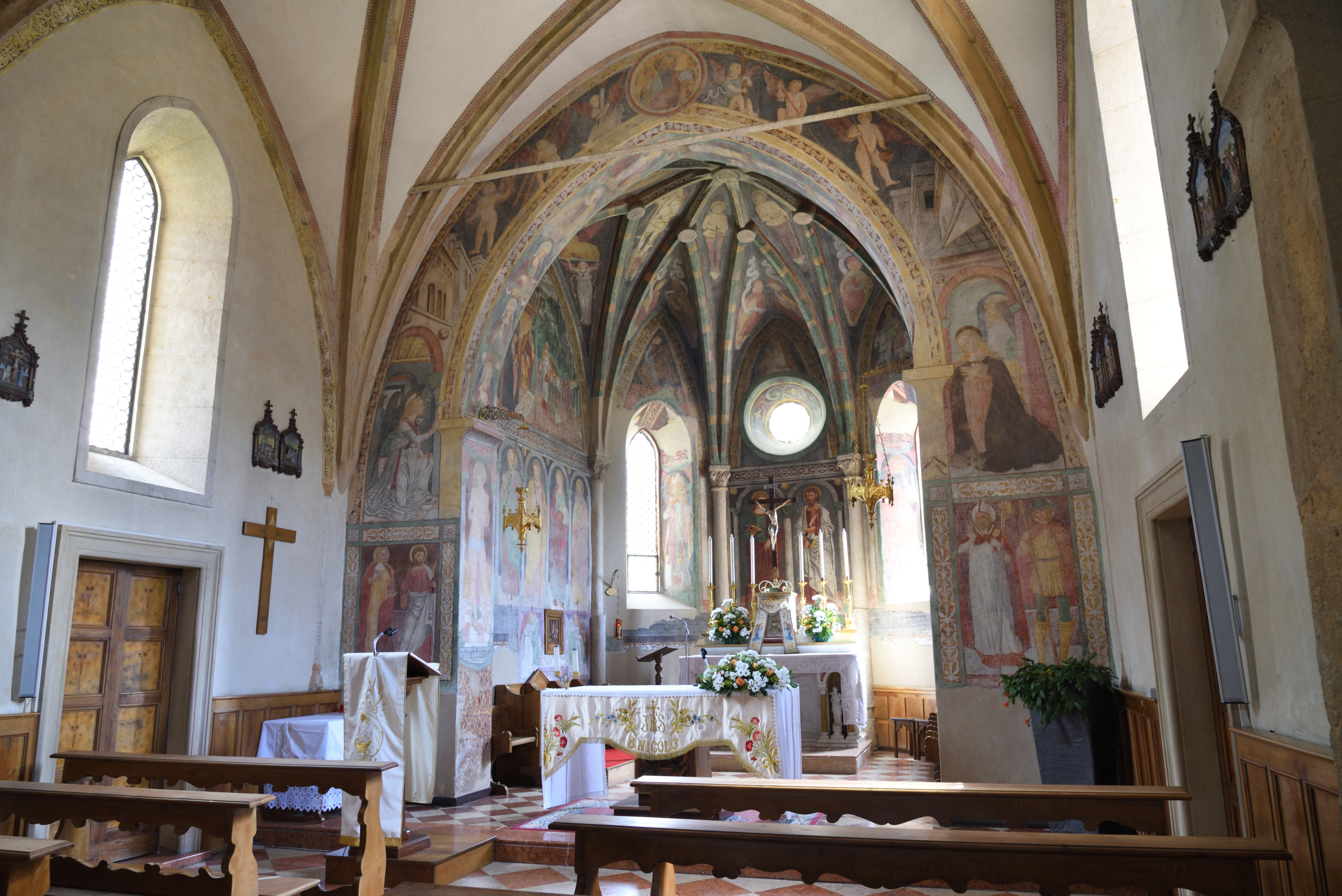
Dettaglio dell'abside

Sembra che la primitiva chiesetta di San Nicolò di Comelico, che era dotata di portico, fosse stata fondata nell'XI secolo; viene citata per la prima volta in un documento, oggi perduto, datato da alcuni storici al 1029 e da altri al 1199 e, una seconda volta, nel 1213. La chiesa attuale venne costruita tra il 1472 ed 1475 su progetto di tale Zuane De Chomo. L'edificio fu ampliato nel 1633 con l'edificazione delle cappelle laterali e il prolungamento della navata; nel 1662 venne eretto il campanile. Tra il 1951 ed il 1952 vennero portati alla luce degli affreschi che erano stati coperti secoli addietro. Infine, nel 1963 San Nicolò divenne parrocchia autonoma con territorio dismembrato da quella di Candide.

## Interno

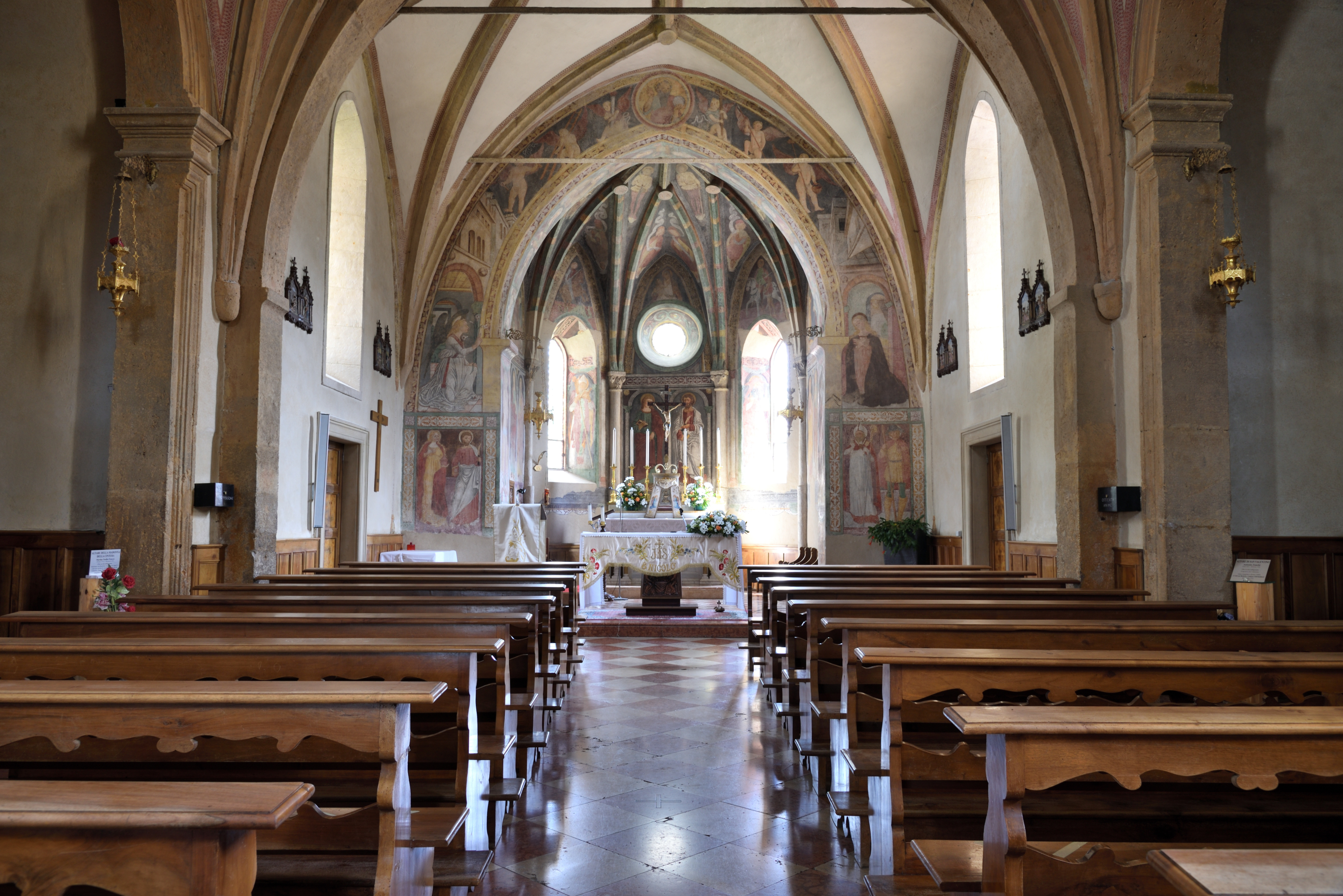
Interno della chiesa

Opere di pregio conservate all'interno della chiesa sono un ciclo di affreschi raffiguranti l'Annunciazione, la nascita di Gesù con l'adorazione dei Pastori e l'adorazione dei Magi Dio Padre, i Dottori della Chiesa, i Quattro Evangelisti, i Santi guerrieri e gli Apostoli ed eseguiti nel 1482 da Gianfrancesco da Tolmezzo, la pala della Madonna col Bambino, eseguita da Martino Teofilo Polacco, la tela con il Martirio di San Valentino, opera di Antonio Zanchi contenuta nell'altare di S. Valentino realizzato nel 1684, opera della bottega cenedese dei Ghirlanduzzi.